# Legends of Andor
Legends of Andor — кооперативна настільна гра в жанрі фентезі, розроблена Міхаелем Менцелем, випущена у 2012 році видавництвом Kosmos.
У 2013 році гра здобула численні нагороди в категорії настільних ігор, зокрема премію Kennerspiel des Jahres у Німеччині, премію As d'Or - Jeu de l'Année у Франції, а також Juego del Año в Іспанії.

## Опис
Гра розповідає історію Андора, яка поділена на п'ять легенд — міні-пригод, які можна завершити за кілька ігрових сесій. Гравці стають героями (Воїн/ка, Маг/иня, Стрілець/ка, Гном/ка в базовій версії), яким належить виконати завдання кожної легенди, що мають за мету захист королівства, зриваючи злісні плани ворожих істот. Ігрове поле розділене на дві мапи (Королівство Андор і Покинута шахта), які поділені на регіони. Хід гри визначається низкою днів, що збігаються з загальною кількістю ігрових ходів. Протягом одного дня кожен гравець має у своєму розпорядженні 7 годин (і 3 додаткові), які можна витратити на виконання дій, таких як переміщення між регіонами чи битви з істотами. Крім того, доступні безкоштовні дії для збору предметів і підсилення. Дні просуваються, коли всі герої витратять свої години або коли знищується істота. Остання умова обмежує можливість контролю партії, оскільки знищення надто великої кількості істот призводить до передчасного закінчення гри. Тому для виконання завдань необхідна тісна співпраця між героями. На складність гри впливають випадкові події, що забезпечують оригінальність кожної партії. Правила гри вводяться поступово: окрім двох основних правил, кожна легенда має окрему колоду карт, впорядковану за алфавітом, із власними правилами та тематичними замітками. Це дозволяє гравцям швидко розпочати першу партію, а нові правила додаються в міру проходження гри.

## Продовження
Після успіху базової гри було випущено два продовження: Legends of Andor - Подорож на Північ (2014), дія якого розгортається на північному острові Хадрія, та Legends of Andor - Остання Надія (2017), дія якого відбувається в південних регіонах Андора.

## Доповнення
- Legends of Andor: Астральний Щит (2013), додає нові легенди до базової гри.
- Legends of Andor: Нові Герої (2014), додає нових героїв, яких можна використовувати в базовій грі та доповненні Астральний Щит.
- Legends of Andor: Темні Герої (2017), додає нових героїв для базової гри та Останньої Надії.
- Legends of Andor: The Bonus Box (2017).
- Legends of Andor: The Lost Legends - Старі Привиди (2018).

## Спін-оффи
У 2015 році вийшов Legends of Andor: Чада та Торн — карткова гра для двох гравців, у якій можна взяти на себе ролі лучниці Чади і воїна Торна.

## Нагороди
Гагороди, отримані грою:
2012 
- Lucca Games Best of Show: Додаткова нагорода за найкращий редакційний проект;;

2013 
- Kennerspiel des Jahres: переможець[1];
- As d'Or - Jeu de l'Année: переможець[2];
- Juego del Año: переможець;
- Tric Trac: фіналіст;
- Deutscher Spiele Preis: 5-те місце;
- Golden Geek: номінація на Найкращу Тематичну Настільну Гру;

2014 
- Nederlandse Spellenprijs: переможець у категорії ігор для експертів;